# 大夫第 (歙县)
大夫第为位于中国安徽省黄山市歙县许村镇沙塍西沙(许姓村落)的一处民居建筑。该建筑建于明代，坐南朝北，二进五开间，后进已毁于太平天国时期。2019年3月28日，大夫第公布为安徽省文物保护单位。